# 代々木村
代々木村（よよぎむら）とは、1889年まで東京府南豊島郡の村として存在した村。
地域としては、現在の東京都渋谷区代々木の一帯に相当する。

## 歴史
「代々木村」の名は古く戦国時代の書状にも認められ、江戸時代には大名・旗本の屋敷地があった。
1878年（明治11年）、郡区町村編制法による代々木村は南豊島郡に包括されていた。1889年（明治22年）市制町村制の施行により代々木村は幡ヶ谷村と合併、代々幡村となった。（この時、現在の渋谷区に相当する地域としては他に渋谷村と千駄ヶ谷村があった）
1896年（明治29年）、これら「渋谷3村」は南豊島郡が東多摩郡と合併して誕生した豊多摩郡に引き継がれた。1915年（大正4年）、代々幡村は前述の渋谷3村のなかで最後に町制を施行して代々幡町となった。
1932年（昭和7年）、代々幡町は渋谷町、千駄ヶ谷町と合併、東京市渋谷区（大東京35区のひとつ）となった。渋谷区は1943年（昭和18年）の東京都政への移行、1947年（昭和22年）の東京23区への再編においても区域は変わらず現在に至っている。

## 村名の由来
諸説あるが、明治神宮の御苑東門の近くにモミの大木が代々あったことからとされている。大木は高さ54メートル、幹の周囲は11メートルと推定され、江戸時代から旅人の目印として有名な大木だったが、明治中期に枯れ、1945年5月の空襲で米軍機が樹上に墜落し焼失した。